# José María Zárraga
José María Zárraga Martín (ur. 15 sierpnia 1930 w Las Arenas, Vizcaya, Hiszpania, zm. 3 kwietnia 2012) - były hiszpański piłkarz grający na pozycji pomocnika, ośmiokrotny reprezentant kraju i pięciokrotny zdobywca Pucharu Klubowych Mistrzów Europy.